# Wicked Pictures
Wicked Pictures ist eine US-amerikanische Pornofilmproduktionsgesellschaft mit Sitz im kalifornischen Canoga Park.
Wicked Pictures wurde am 1. März 1993 von Steve Orenstein gegründet. Bereits 1994 wurde der Film Haunted Nights mit sechs AVN Awards ausgezeichnet: Best Video, Best Art Direction, Best Supporting Actor (Randy Spears), Best Screenplay (Jonathan Morgan & Jace Rocker) und Best Non-Sex Performance (Jonathan Morgan). 1994 bekam Chasey Lain als erste Darstellerin einen Exklusivvertrag. 1995 gewann das Werk "Film Buff" von Jim Enright den AVN Award für "Best Box Cover Concept".
Neben Vivid Entertainment Group gilt Wicked Pictures als Studio, das hauptsächlich Spielfilmpornos für den Mainstream produziert. Die Filme von Wicked Pictures werden regelmäßig mit AVN Awards ausgezeichnet. Es ist das Studio, das der Karriere von Jenna Jameson zum Durchbruch verhalf; sie wurde 1995 als neue Darstellerin exklusiv unter Vertrag genommen. Die Filme Space Nuts und Euphoria gelten als die erfolgreichsten Filme. Bekannte Regisseure von Wicked Pictures sind Brad Armstrong, Jonathan Morgan und Michael Raven.
Wicked Pictures veröffentlicht keine Geschäftszahlen, so dass eine Beurteilung der Größe und der Profitabilität des Unternehmens schwierig ist; die Firma gilt allerdings neben Vivid Entertainment, New Sensations, Digital Playground, Adam & Eve und Club Jenna als eine der marktbeherrschenden Gesellschaften in den Vereinigten Staaten in diesem Segment. Wicked Pictures ist die einzige große Produktionsgesellschaft, die eine konsequente All-Condoms-Policy (deutsch: Nur-mit-Kondom-Politik) verfolgt und ihren Darstellern die Verwendung von Kondomen vorschreibt. Während die meisten Studios nach der HIV-Infektion von Darren James 2004 nur kurzfristig Kondome bei Dreharbeiten einsetzten und wieder zu kondomfreien Produktionen übergegangen sind, hält Wicked Pictures an der Richtlinie fest und propagiert Safer Sex.

## HD DVD
Im Dezember 2006 verkündete Wicked Pictures, dass der Film Camp Cuddly Pines Powertool Massacre die erste HD-DVD-Veröffentlichung des Studios sein werde. Der Film selbst erschien in High Definition, weiteres Bonus-Material in Standard Definition. Die gesamte Veröffentlichung umfasste insgesamt vier DVDs. Mittlerweile sind auch die Filme Curse Eternal und Mobsters Ball als HD DVD erschienen.

## Wicked Girls
Als Wicked Girls werden die Darstellerinnen bezeichnet, die einen Exklusivvertrag mit Wicked Pictures haben oder hatten und dadurch besonders erfolgreich wurden: Kirsten Price, Stormy Daniels, Kaylani Lei, Stephanie Swift, Devinn Lane, Julia Ann, Jessica Drake, Sydnee Steele, Jenna Jameson, Chasey Lain, Missy, Serenity, Sindee Coxx, Carmen Hart, Alektra Blue.

## Auszeichnungen
- 2006: Adult DVD Empire Award – Best Overall DVD Studio
- 2006: Adult DVD Empire Award – Best Compilation DVD Studio

## Ausgewählte Wicked-Filme
- 1996: Satyr
- 1998: Flashpoint
- 2000: Dream Quest
- 2001: Euphoria
- 2003: Space Nuts
- 2004: Beautiful
- 2005: Camp Cuddly Pines Powertool Massacre
- 2005: Curse Eternal
- 2005: Eternity
- 2006: Manhunters
- 2006: The Visitors
- 2007: Coming Home
- 2007: Operation Desert Stormy
- 2008: Fallen
- 2008: Hardcore Cougars
- 2011: The Rocki Whore Picture Show: A Hardcore Parody
- 2011: Heart Strings
- 2012: Men in Black: A Hardcore Parody
- 2012: A Love Story
- 2012: Immortal Love
- 2014: 24 XXX – An Axel Braun Parody
- 2015: Wanted
- 2017: Unbridled
- 2024: The Hunger
- 2024: Sunny Gold Melons